# Ewiges Reich
Ewiges Reich ist eine deutsche Black-Metal-Band aus Kassel (Hessen), die 1999 gegründet wurde. Die Band spielt rohen, schnellen Black Metal mit ausschließlich deutschen Texten.

## Bandgeschichte
Ewiges Reich wurde 1999 von Gitarrist S.M., Sänger Maldoror und Schlagzeuger F.M.H. gegründet. Das selbstbetitelte Debütalbum erschien 2001 auf Perverted Taste. Es folgten zwei stark limitierte Split-EPs mit den deutschen Bands Jerusalem Est Perdita (ebenfalls aus Kassel) und Totenburg (Gera) und das Album Zeit des Erwachens (2003). Das 2003 erschienene Drittwerk Thron aus Eis fiel etwas eingängiger aus. 2011 erschien das bisher letzte Werk Blutsturm.
Neben Ewiges Reich sind die Bandmitglieder noch in zahlreichen anderen Bands engagiert. So hat Ulfsdalir ein gleichnamiges Soloprojekt, bei dem er von Schlagzeuger F.M.H. bzw. Malthökk unterstützt wird. Dieser hat ein Soloprojekt namens Myrkwid und spielt bei Pestnebel. Auch Gitarrist S.M. betreibt ein Soloprojekt namens Schattenheer. T.W. spielt u. a. bei Panzerfaust und Todesweihe.

## Ideologie
Der Band wird öfters eine rechtsextreme Gesinnung nachgesagt. Begründet wird dies mit dem Bandnamen, durch zweideutige Albentitel und T-Shirt-Aufdrucke wie Zeit des Erwachens und Vernichtet den Feind. All dies rufe Assoziationen zum Nationalsozialismus hervor. Die Band rechtfertigt sich jedoch damit, dass der Name „eine andere Bezeichnung für das Leben nach dem Tod, das ewige Reich der Schatten eben“ sei. Weiter sagte die Band aus, dass „wer aufgrund eines Bandnamens, ohne jemals weitere Fragen gestellt zu haben, ein Urteil über die politische Gesinnung der Band fällt, […] nicht nur dumm sondern auch noch ignorant“ sei.
Ein weiteres Argument sind die beiden Split-EPs mit den eindeutig dem rechtsextremistischen Spektrum zuzuordnenden Bands Totenburg und Jerusolima Est Perdita. Die Band bestreitet jeden politischen Hintergrund. Dennoch sind mehrere Bandmitglieder neben Ewiges Reich in entsprechenden Bands organisiert und suchen den Kontakt zur NSBM-Szene.

## Diskografie

### Alben
- 2001: Ewiges Reich (Album, CD, Dunkelwald Productions)
- 2002: Zeit des Erwachens (Album, CD/LP, Perverted Taste)
- 2003: Thron aus Eis (Album, CD/LP, Perverted Taste)
- 2005: Krieg, Hass, Tod (Album, CD/LP, Perverted Taste)
- 2011: Blutsturm (Album, CD, Dunkelwald Productions)
- 2015: Nur frei bei Nacht (Album, CD, Obscure Abhorrence Productions; MC, Hammerbund; LP, Darker Than Black Records)

### Split-Veröffentlichungen
- 2002: Jerusolima Est Perdita / Ewiges Reich (Split-EP mit Jerusolima Est Perdita, 7"-Vinyl, Christhunt Productions)
- 2003: Ewiges Reich/Totenburg (Split-EP mit Totenburg, 7"-Vinyl, Perverted Taste)

### Beiträge auf Kompilationen (Auswahl)
- 2004: Mein Weg auf Dunkelwald Productions Volume 1 (CD, Dunkelwald Productions)
- 2012: Dezember Vollmond auf Ablaze - Voices Of The Underground #10 (CD, Ablaze)